# Dauensfelder Batterie

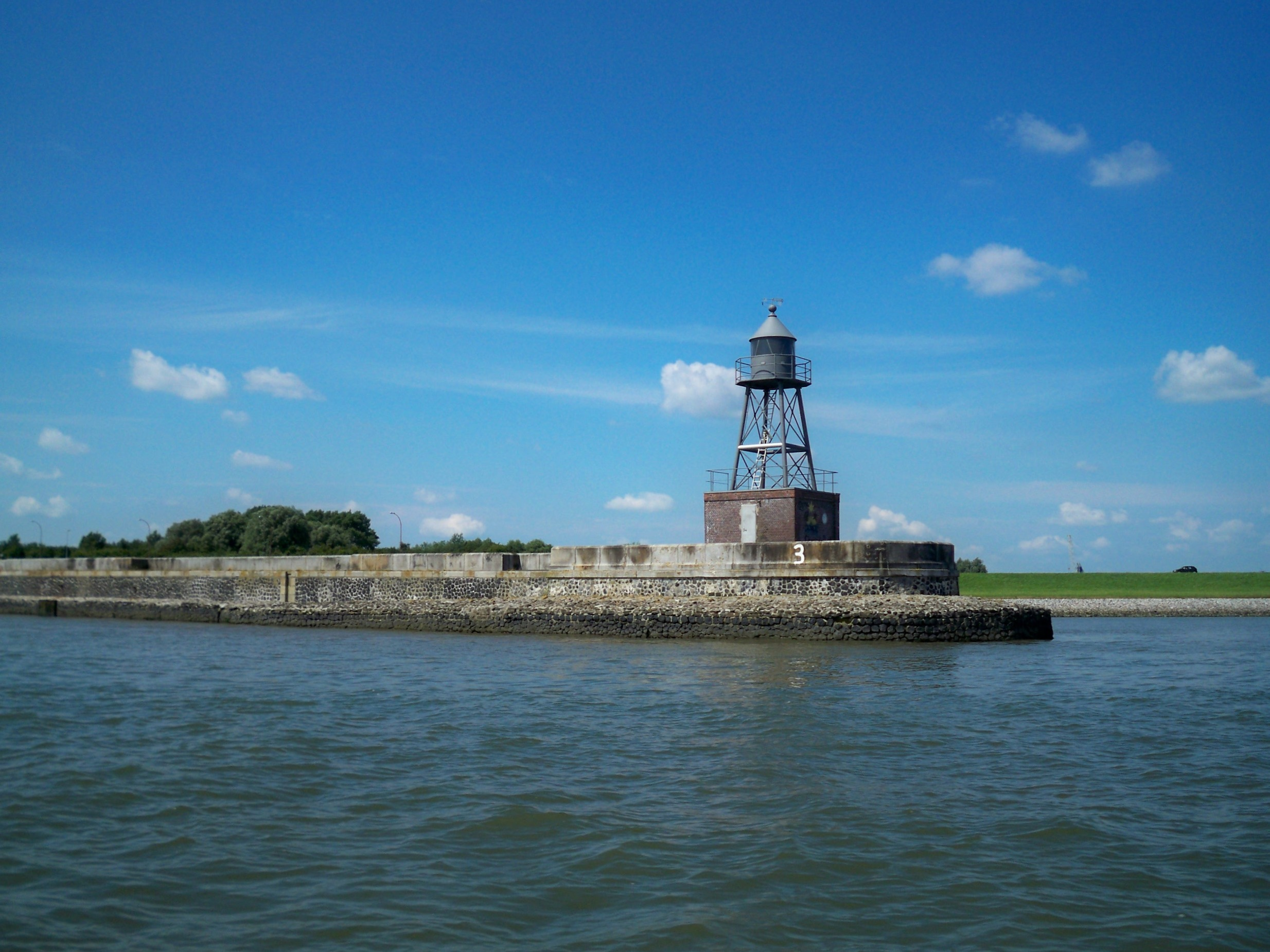
Dritte Einfahrt Wilhelmshaven

Die Dauensfelder Batterie war als Bestandteil des Festungsplans Wilhelmshavens eine Batterie zum Schutz des preußischen Kriegshafens in Wilhelmshaven. Sie befand sich am Ort der III. Einfahrt im Deich integriert.

## Geschichte
Die Dauensfelder Batterie war eine der ersten Befestigungsanlagen Wilhelmshavens. Mit dem Bau der Batterie wurde im Jahr 1873 begonnen, die Bauarbeiten waren 1876 abgeschlossen. Zunächst war sie mit 13 Geschützen zwischen Hohltraversen bewaffnet. Die Batterie war später mit acht schweren Geschützen (24 cm) armiert. Sie wurde 1900/1901 abgebrochen, da auf dem Gelände im Zuge der Hafenerweiterung die III. Einfahrt errichtet wurde. Mit den Geschützen wurden die Flanken vom Fort Heppens verstärkt.